# Ternana Calcio 1995-1996
Questa pagina raccoglie le informazioni riguardanti la Ternana Calcio nelle competizioni ufficiali della stagione 1995-1996.

## Stagione
Nella stagione 1995-1996 la Ternana dopo due stagioni nel Campionato Nazionale Dilettanti, torna tra i professionisti e disputa il girone B della Serie C2, grazie al ripescaggio, ottiene un lusinghiero terzo posto in classifica con 57 punti. Sono decisamente tanti, perché nei due anni che le "fere" hanno disputato tra i dilettanti, sono cambiate tante cose nel mondo del calcio nazionale. Primo i tre punti che premiano la vittoria, dalla scorsa stagione, in secondo luogo l'introduzione di playoff e playout. 
Di fatto in questa stagione solo la prima e l'ultima della classifica hanno direttamente raggiunto il loro destino. Per il resto si è resa necessaria una coda per stabilire la seconda promossa e le altre due retrocesse. Per la seconda promozione, la seconda gioca contro la quinta, la terza, quindi la Ternana gioca la semifinale con la quarta, la Fermana, le vincitrici disputano la finale, chi la vince sale in Serie C1. La Ternana ha perso il doppio confronto con la Fermana, con il goal decisivo subito al 94' nella partita di ritorno, che è così salita in Serie C1 con il Treviso, che aveva vinto per distacco il campionato. Ottimo il girone di andata degli umbri, chiuso al terzo posto con 33 punti, poi un sensibile calo nel ritorno. Tre gli allenatori che si sono succeduti sulla panchina ternana. Gran protagonista di stagione l'attaccante Alessandro Costa, arrivato a Terni dal Grosseto, che mette a segno 16 reti. In Coppa Italia i rossoverdi subito fuori nel primo turno giocato in agosto per mano del Siena.

## Rosa
| N. |                   | Ruolo | Calciatore              |
| -- | ----------------- | ----- | ----------------------- |
| -  | Italia (bandiera) | C     | Bruno Baldari           |
| -  | Italia (bandiera) | C     | Mario Bartolelli        |
| -  | Italia (bandiera) | D     | Marco Bignone           |
| -  | Italia (bandiera) | C     | Roberto Borrello        |
| -  | Italia (bandiera) | C     | Massimiliano Cacciatori |
| -  | Italia (bandiera) | A     | Antonello Calicchio     |
| -  | Italia (bandiera) | C     | Francesco Clementini    |
| -  | Italia (bandiera) | A     | Alessandro Costa        |
| -  | Italia (bandiera) | C     | Walter Cuccu            |
| -  | Italia (bandiera) | A     | Stefano Ferri           |
| -  | Italia (bandiera) | C     | Valerio Gazzani         |
| -  | Italia (bandiera) | D     | Daniele Giammaria       |

| N. |                      | Ruolo | Calciatore           |
| -- | -------------------- | ----- | -------------------- |
| -  | Italia (bandiera)    | C     | Christian Giovannini |
| -  | Italia (bandiera)    | C     | Livio Maranzano      |
| -  | Italia (bandiera)    | D     | Daniele Marsan       |
| -  | Italia (bandiera)    | A     | Tommaso Maurizi      |
| -  | Italia (bandiera)    | P     | Francesco Musarra    |
| -  | Italia (bandiera)    | D     | David Nannipieri     |
| -  | Italia (bandiera)    | D     | Riccardo Dell'Armi   |
| -  | Italia (bandiera)    | D     | Giuseppe Orsini      |
| -  | Argentina (bandiera) | C     | Adrián Ricchiuti     |
| -  | Italia (bandiera)    | A     | Matteo Righi         |
| -  | Italia (bandiera)    | D     | Fabio Rosetto        |
| -  | Italia (bandiera)    | D     | Cristian Silvestri   |

## Risultati

### Campionato

#### Girone di andata
| Arbitro: | Nicotera (Aprilia) |

|                           |           |  |
| Clementini 44’ Marsan 83’ | Marcatori |  |

| Arbitro: | Raccichini (Voghera) |

|  |           |                                                      |
|  | Marcatori | 28’ Bignone 32’, 62’ Costa 51’ Marsan 68’ Giovannini |

| Arbitro: | Di Gaspare (San Benedetto del Tronto) |

|                       |           |                     |
| Maurizi 10’ Costa 21’ | Marcatori | 49’ Pasa 71’ Fiorio |

| Arbitro: | Mandolito (Cosenza) |

|                   |           |                |
| Traini 41’ (rig.) | Marcatori | 92’ Cacciatori |

| Arbitro: | Strazzera (Trapani) |

|                      |           |  |
| Maranzano 50’ (rig.) | Marcatori |  |

| Arbitro: | D'Agostini (Frosinone) |

|  |           |                |
|  | Marcatori | 65’ Clementini |

| Arbitro: | Alvino (Salerno) |

|           |           |  |
| Costa 16’ | Marcatori |  |

| Arbitro: | Pirrone (Messina) |

|                  |           |  |
| Marsich 80’, 88’ | Marcatori |  |

| Terni 29 ottobre 1995 9ª giornata | Ternana                | 0 – 0 | Pontedera | Stadio Libero Liberati\| Arbitro: \| Alario (Civitavecchia) \| |
| Arbitro:                          | Alario (Civitavecchia) |       |           |                                                                |

| Arbitro: | Cito (Nichelino) |

|                      |           |             |
| Orsini 37’ Costa 83’ | Marcatori | 90’ Sgherri |

| Arbitro: | Pascariello (Lecce) |

|  |           |                |
|  | Marcatori | 17’, 86’ Costa |

| Arbitro: | Gabriele (Frosinone) |

|                                               |           |  |
| Maranzano 13’ (rig.) Clementini 48’ Costa 77’ | Marcatori |  |

| Fermo 3 dicembre 1995 13ª giornata | Fermana         | 0 – 0 | Ternana | Stadio Bruno Recchioni\| Arbitro: \| Sputore (Vasto) \| |
| Arbitro:                           | Sputore (Vasto) |       |         |                                                         |

| Arbitro: | Cardella (Torre del Greco) |

|                              |           |  |
| Lazzarini 1’, 41’ Casoni 19’ | Marcatori |  |

| Arbitro: | Calcagno (Nichelino) |

|             |           |           |
| Maurizi 40’ | Marcatori | 26’ Perna |

| Arbitro: | Rosetti (Torino) |

|                       |           |                      |
| Nannipieri 10’ (aut.) | Marcatori | 63’ (rig.) Maranzano |

| Arbitro: | Sorte (Bergamo) |

|                                 |           |               |
| Maranzano 15’ (rig.) Marsan 69’ | Marcatori | 8’ Boninsegna |

#### Girone di ritorno
| Arbitro: | Tripaldi (Potenza) |

|  |           |           |
|  | Marcatori | 73’ Costa |

| Arbitro: | Mulonia (Reggio Calabria) |

|  |           |                          |
|  | Marcatori | 19’, 39’ Fida 90’ Zanoli |

| Arbitro: | Longo (Paola) |

|                  |           |           |
| Fiorio 7’ (rig.) | Marcatori | 12’ Costa |

| Arbitro: | Strocchia (Nola) |

|                             |           |                |
| Costa 1’ Gazzani 72’ (rig.) | Marcatori | 6’, 46’ Traini |

| Arbitro: | N. Ayroldi (Molfetta) |

|                     |           |                                 |
| Bonaldi 56’ Cuc 93’ | Marcatori | 46’, 59’ Maurizi 77’ Clementini |

| Arbitro: | Saccani (Mantova) |

|                         |           |                             |
| Maranzano 18’ Costa 48’ | Marcatori | 22’ Gi. Mosca 85’ Fa. Mosca |

| Arbitro: | Fausti (Milano) |

|                                                     |           |                         |
| Soncin 35’, 72’ Spagnolli 47’, 51’, 74’ Cardini 81’ | Marcatori | 19’ Maurizi 61’ Gazzani |

| Arbitro: | Calabrese (Avezzano) |

|  |           |             |
|  | Marcatori | 50’ Pavanel |

| Pontedera 17 marzo 1996 26ª giornata | Pontedera       | 0 – 0 | Ternana | Stadio Ettore Mannucci\| Arbitro: \| Manari (Teramo) \| |
| Arbitro:                             | Manari (Teramo) |       |         |                                                         |

| Arbitro: | Capozzi (Vicenza) |

|  |           |           |
|  | Marcatori | 17’ Costa |

| Arbitro: | Gazzi (Torino) |

|                           |           |                  |
| Maurizi 8’ Costa 40’, 70’ | Marcatori | 90’ (rig.) Conti |

| Forlì 14 aprile 1996 29ª giornata | Forlì             | 0 – 0 | Ternana | Stadio Tullo Morgagni\| Arbitro: \| Cassarà (Palermo) \| |
| Arbitro:                          | Cassarà (Palermo) |       |         |                                                          |

| Arbitro: | Biasutto (Vicenza) |

|                |           |  |
| Clementini 27’ | Marcatori |  |

| Arbitro: | Mandolito (Cosenza) |

|  |           |               |
|  | Marcatori | 48’ Pittaluga |

| Arbitro: | Battaglia (Messina) |

|                       |           |  |
| Mastini 23’ Perna 51’ | Marcatori |  |

| Arbitro: | Buda (Pescara) |

|            |           |                   |
| Maurizi 9’ | Marcatori | 72’ M. Pellegrini |

| Arbitro: | Soffritti (Ferrara) |

|  |           |                  |
|  | Marcatori | 64’ (rig.) Costa |

### Playoff
| Arbitro: | Manganelli (Milano) |

|                           |           |  |
| S. Protti 12’, 61’ (rig.) | Marcatori |  |

| Arbitro: | Gregoroni (Napoli) |

|                             |           |                   |
| Borrello 40’ Clementini 62’ | Marcatori | 94’ Pennacchietti |

## Coppa Italia
| Terni 20 agosto 1995 1º turno - Andata | Ternana           | 0 – 0 | Siena | Stadio Libero Liberati\| Arbitro: \| Di Cicco (Albano) \| |
| Arbitro:                               | Di Cicco (Albano) |       |       |                                                           |

| Arbitro: | Sammarini (Ciampino) |

|             |           |  |
| Putelli 68’ | Marcatori |  |